# Akhisar Belediyespor
Akhisar Belediyespor (tur. Akhisar Belediye Gençlik ve Spor Kulübü) – turecki klub piłkarski, grający w TFF 2. Lig, mający siedzibę w mieście Akhisar na zachodzie kraju.

## Historia
Chronologia nazw:
- 1970—...: Akhisar Belediyespor

Klub został założony 8 kwietnia 1970 roku w wyniku fuzji trzech klubów Güneşspor, Gençlikspor i Doğanspor jako Akhisar Belediyespor. Do 1984 roku występował w regionalnej lidze mistrzostw Turcji. Po dziesięciu sezonach w trzeciej lidze w sezonie 1993/94 zespół ponownie spadł do ligi regionalnej. W 1995 powrócił do trzeciej ligi, ale już w 2001 spadł do czwartej ligi. W 2008 powrócił do trzeciej ligi. Po zakończeniu sezonu 2009/10 zajął najpierw pierwsze miejsce w grupie 2, a potem w grupie promocji (tur. Yükselme Grubu) drugie miejsce i awansował do drugiej ligi. Po zakończeniu sezonu 2011/12 zajął pierwsze miejsce i po raz pierwszy zdobył awans do pierwszej ligi.

## Sukcesy

### Trofea krajowe
| \| \| Zdobyte trofea w rozgrywkach Turcji (stan na: 31-05-2012) \| |                                                           |      |          |
| Rozgrywki                                                          | Osiągnięcie                                               | Razy | Sezon(y) |
| · Mistrzostwo                                                      | I miejsce                                                 | 0    |          |
| · Mistrzostwo                                                      | II miejsce                                                | 0    |          |
| · Mistrzostwo                                                      | III miejsce                                               | 0    |          |
| · Mistrzostwo                                                      | ? miejsce                                                 | 1    | 2012     |
| Puchar                                                             | zdobywca                                                  | 1    | 2018     |
| Puchar                                                             | finalista                                                 | 0    |          |
| Puchar                                                             | 1/16 finału                                               | 1    | 2012     |
| II liga                                                            | I miejsce                                                 | 1    | 2012     |
| II liga                                                            | II miejsce                                                | 0    |          |
| II liga                                                            | III miejsce                                               | 0    |          |
| Turcja                                                             | Zdobyte trofea w rozgrywkach Turcji (stan na: 31-05-2012) |      |          |

- TFF 2. Lig (D3):
  - wicemistrz (1x): 2010 (gr.promocji)

## Stadion
Klub rozgrywa swoje mecze domowe na stadionie Spor Toto Akhisar Stadium.

## Skład na sezon 2017/2018
| Nr | Poz. | Piłkarz            |
| -- | ---- | ------------------ |
| 1  | BR   | Milan Lukač        |
| 5  | PO   | Eray Ataseven      |
| 6  | PO   | Aykut Çeviker      |
| 7  | PO   | Hélder Barbosa     |
| 8  | NA   | Muğdat Çelik       |
| 10 | PO   | Soner Aydoğdu      |
| 11 | PO   | Onur Ayık          |
| 12 | NA   | Paulo Henrique     |
| 13 | OB   | Miguel Lopes       |
| 15 | OB   | Orhan Taşdelen     |
| 17 | PO   | Hasan Ali Adıgüzel |
| 19 | OB   | Ömer Bayram        |
| 20 | PO   | Abdoul Sissoko     |

| Nr | Poz. | Piłkarz                                           |
| -- | ---- | ------------------------------------------------- |
| 21 | NA   | Jewhen Sełezniow                                  |
| 22 | OB   | Mustafa Yumlu                                     |
| 24 | OB   | Dany Nounkeu                                      |
| 27 | PO   | Bilal Kısa                                        |
| 29 | PO   | Olcan Adın                                        |
| 31 | PO   | Daniel Larsson                                    |
| 35 | BR   | Bora Körk                                         |
| 63 | PO   | Geoffrey Mujangi Bia (wypożyczony z Kayserisporu) |
| 77 | PO   | Serginho                                          |
| 88 | OB   | Caner Osmanpaşa                                   |
| 89 | OB   | Kadir Keleş                                       |
| 99 | BR   | Fatih Öztürk                                      |

## Europejskie puchary
Legenda do wszystkich tabel:
- Q – runda eliminacyjna, 1/16, 1/8, 1/4, 1/2 – odpowiednia faza rozgrywek, Grupa – runda grupowa, 1r gr – pierwsza runda grupowa, 2r gr – druga runda grupowa, F – finał, R – runda, PO – play-off
- k. – rzuty karne, los. – losowanie, Dogr. – dogrywka, w. – zasada bramek strzelonych na wyjeździe

| Sezon   | Rozgrywki   | Runda   | Klub           | Dom | Wyjazd | Ogólnie    |
| ------- | ----------- | ------- | -------------- | --- | ------ | ---------- |
| 2018/19 | Liga Europy | Grupa J | FK Krasnodar   | 0–1 | 1–2    | 4. miejsce |
| 2018/19 | Liga Europy | Grupa J | Standard Liège | 0–0 | 1–2    | 4. miejsce |
| 2018/19 | Liga Europy | Grupa J | Sevilla FC     | 2–3 | 0–6    | 4. miejsce |